# Columba eversmanni
Pombo-d'olho-amarelo, seixa-asiática ou pombo-do-turquestão (nome científico: Columba eversmanni) é uma espécie de ave pertencente à família dos columbídeos. Na natureza, se reproduz no sul do Cazaquistão, Uzbequistão, Turquemenistão, Tajiquistão, Quirguistão, Afeganistão, nordeste do Irã e extremo noroeste da China. Inverna no nordeste do Paquistão, Jammu e Caxemira, e partes do Rajastão.